# Andrzej Wójtowicz (socjolog)
Andrzej Wójtowicz (ur. 1946) – polski socjolog religii, prof. dr hab.

## Życiorys
Był profesorem nadzwyczajnym Katedry Socjologii Religii Wydziału Nauk Historycznych i Społecznych Uniwersytetu Kardynała Stefana Wyszyńskiego w Warszawie (UKSW). Obecnie profesor nadzwyczajny Katedry Socjologii Wydziału Nauk Społecznych Szkoły Głównej Gospodarstwa Wiejskiego w Warszawie (SGGW) oraz wykładowca Wyższej Szkoły Zarządzania i Przedsiębiorczości im. Bogdana Jańskiego w Łomży i Katedry Socjologii Wydziału Nauk Społecznych Uniwersytetu Warmińsko-Mazurskiego w Olsztynie. Były sekretarz generalny Polskiego Towarzystwa Religioznawczego.

## Wybrana bibliografia autorska
- Osoba i transcendencja: Karola Wojtyły antropologia wiary i Kościoła
- Współczesna socjologia religii: założenia, programy, idee